# Viktor Zinger
Viktor Aleksandrovič Zinger (in russo Виктор Александрович Зингер?; 29 ottobre 1941 – Mosca, 24 settembre 2013) è stato un hockeista su ghiaccio sovietico, dal 1991 russo.

## Palmarès

### Olimpiadi invernali
- 1 medaglia[1]:
  - 1 oro (Grenoble 1968)

### Mondiali
- 4 medaglie[1]:
  - 4 ori (Finlandia 1965; Jugoslavia 1966; Austria 1967; Svezia 1969)